# 4738 Jimihendrix
4738 Jimihendrix è un asteroide della fascia principale. Scoperto nel 1985, presenta un'orbita caratterizzata da un semiasse maggiore pari a 2,6828240 UA e da un'eccentricità di 0,1677730, inclinata di 13,21762° rispetto all'eclittica.
L'asteroide è dedicato al cantautore statunitense Jimi Hendrix.